# Corona (náutica)
En náutica, la corona es el cabo bastante grueso, forrado de precinta y meollar, que por un extremo se encapilla en los palos, masteleros, vergas etc., y en el otro tiene un cuadernal engazado o un guardacabo para enganchar un aparejo. 
Así preparado, sirve para mayor seguridad de aquellas primeras piezas de arboladura, en ayuda de los obenques y también para suspender grandes pesos o hacer otros esfuerzos semejantes. Muchos suelen equivocar indistintamente esta voz con la de amante, atendida la analogía del uso o aplicación de una y otra.